# ألعاب القوى في الألعاب البارالمبية الصيفية 1960
تألفت ألعاب القوى في الألعاب البارالمبية الصيفية 1960 من 25 حدثًا، 13 للرجال و12 للنساء.

## الدول المشاركة
- أستراليا (3)
- النمسا (5)
- فرنسا (1)
- بريطانيا العظمى (3)
- إيطاليا (9)
- مالطا (2)
- هولندا (1)
- سويسرا (1)
- الولايات المتحدة (2)
- ألمانيا الغربية (4)

## ملخص الميداليات
*   البلد المضيف (مضيف)
| المرتبة | فريق                   | ذهبية | فضية | برونزية | المجموع |
| ------- | ---------------------- | ----- | ---- | ------- | ------- |
| 1       | إيطاليا (ITA)          | 12    | 12   | 8       | 32      |
| 2       | ألمانيا الغربية (FRG)  | 5     | 3    | 5       | 13      |
| 3       | بريطانيا العظمى (GBR)  | 4     | 0    | 4       | 8       |
| 4       | الولايات المتحدة (USA) | 3     | 0    | 1       | 4       |
| 5       | فرنسا (FRA)            | 1     | 0    | 0       | 1       |
| 6       | أستراليا (AUS)         | 0     | 4    | 1       | 5       |
| 7       | سويسرا (SUI)           | 0     | 2    | 0       | 2       |
| 7       | هولندا (NED)           | 0     | 2    | 0       | 2       |
| 9       | النمسا (AUT)           | 0     | 1    | 5       | 6       |
| 10      | مالطا (MLT)            | 0     | 1    | 1       | 2       |
| المجموع | المجموع                | 25    | 25   | 25      | 75      |

### أحداث الرجال
| الحدث              | الذهبية                       | الفضية                        | البرونزية                     |
| ------------------ | ----------------------------- | ----------------------------- | ----------------------------- |
| رمي الهراوة A      | ديك طومسون · بريطانيا العظمى  | فالتر بروسل · ألمانيا الغربية | دومينيكو أفيتابيلي · إيطاليا  |
| رمي الهراوة B      | مارسيل باربييه · فرنسا        | كارميلو روسو · إيطاليا        | فالتر بروسل · ألمانيا الغربية |
| رمي الهراوة C      | رون شتاين · الولايات المتحدة  | ديك كراودنير · هولندا         | روس سكوت · بريطانيا العظمى    |
| رمي الرمح A        | ديك طومسون · بريطانيا العظمى  | فيليس ليناردون · إيطاليا      | فالتر بروسل · ألمانيا الغربية |
| رمي الرمح B        | ديك طومسون · بريطانيا العظمى  | كارميلو روسو · إيطاليا        | فيليس ليناردون · إيطاليا      |
| رمي الرمح C        | إنزو سانتيني · إيطاليا        | دينيس فافر · سويسرا           | كارل هيبل · بريطانيا العظمى   |
| رمي الرمح الدقيق A | ديك طومسون · بريطانيا العظمى  | فرانك بونتا · أستراليا        | يعقوب · ألمانيا الغربية       |
| رمي الرمح الدقيق B | غريمالدي · إيطاليا            | غاري هووبر · أستراليا         | كاستيللي · إيطاليا            |
| رمي الرمح الدقيق C | فيليس ليناردون · إيطاليا      | فالتر تلسنيغ · النمسا         | إنغلبيرت رانغر · النمسا       |
| دفع الجلة A        | فالتر بروسل · ألمانيا الغربية | فيليس ليناردون · إيطاليا      | ديك طومسون · بريطانيا العظمى  |
| دفع الجلة B        | فالتر بروسل · ألمانيا الغربية | فيليس ليناردون · إيطاليا      | كلود ماركهام · مالطا          |
| دفع الجلة C        | رون شتاين · الولايات المتحدة  | دينيس فافر · سويسرا           | سول ولجر · الولايات المتحدة   |
| الخماسي المفتوح    | رون شتاين · الولايات المتحدة  | ديك كراودنير · هولندا         | روس سكوت · بريطانيا العظمى    |

### أحداث السيدات
| Event              | الذهبية                        | الفضية                             | البرونزية                          |
| ------------------ | ------------------------------ | ---------------------------------- | ---------------------------------- |
| رمي الصولجان أ     | ماريا سكوتي · إيطاليا          | آنا ماريا جاليمبيرتي · إيطاليا     | مانيت برجر-والدينج · النمسا        |
| رمي الصولجان ب     | ماريا سكوتي · إيطاليا          | مارلين موهلينديك · ألمانيا الغربية | آنا ماريا جاليمبيرتي · إيطاليا     |
| رمي الصولجان ج     | كريستا زاندر · ألمانيا الغربية | تيموثي ماننج · أستراليا            | ماريا سكوتي · إيطاليا              |
| رمي الرمح أ        | ماريا سكوتي · إيطاليا          | آنا ماريا جاليمبيرتي · إيطاليا     | مانيت برجر-والدينج · النمسا        |
| رمي الرمح ب        | ماريا سكوتي · إيطاليا          | مارلين موهلينديك · ألمانيا الغربية | آنا ماريا جاليمبيرتي · إيطاليا     |
| رمي الرمح ج        | كريستا زاندر · ألمانيا الغربية | دافني سيني · أستراليا              | ماريا سكوتي · إيطاليا              |
| رمي الرمح الدقيق أ | ماريا سكوتي · إيطاليا          | آنا ماريا توسو · إيطاليا           | إيلزه دريسلر · النمسا              |
| رمي الرمح الدقيق ب | ماريا سكوتي · إيطاليا          | آنا ماريا توسو · إيطاليا           | مارلين موهلينديك · ألمانيا الغربية |
| رمي الرمح الدقيق ج | ماريا سكوتي · إيطاليا          | آنا ماريا توسو · إيطاليا           | روسي كولمانهوبر · النمسا           |
| دفع الجلة أ        | ماريا سكوتي · إيطاليا          | آنا ماريا جاليمبيرتي · إيطاليا     | آنا ماريا توسو · إيطاليا           |
| دفع الجلة ب        | ماريا سكوتي · إيطاليا          | آنا ماريا جاليمبيرتي · إيطاليا     | مارلين موهلينديك · ألمانيا الغربية |
| دفع الجلة ج        | كريستا زاندر · ألمانيا الغربية | أنجيلا سيتكلونا · مالطا            | دافني سيني · أستراليا              |